# Schefflera ulocephala
Schefflera ulocephala är en araliaväxtart som beskrevs av David Gamman Frodin. Schefflera ulocephala ingår i släktet Schefflera och familjen araliaväxter. Inga underarter finns listade.